# منصة إدلال
إدلال هي منصة إلكترونية عُمانيَّة للتعليم المفتوح عبر الإنترنت، موجهة للجمهور في الوطن العربي كافة، أسستها شركة «بوينت»، وأُطلِقت المنصة في 29 يناير عام 2017. يتم توفير محتوى تعليمي مرئي مجاني مُنشأ باللغة العربية من قبل عدد من المتخصصين في مجالات متعددة، وتوفِّر هذه المنصَّة «شهادة إتمام» للمستخدم الذي يُنهي مشاهدة المحتوى المرئي بنجاح.

## حول منصِّة إدلال
هو مشروع للابتكار في مشاركة الخبرات والمعارف والمهارات التي يُقدِّمُها خبراء ومُحتَرِفون وأصحاب المعارف والمهارات من عُمان، وتُعتَبر «إدلال» أوَّل مِنَصَّة إلكترونيَّة تؤسَّس في سلطنة عُمان للتَعلُّم المَفتُوح. تنطلق المِنَصَّة من سلطنة عُمان إلى الوطن العربي لإثراء المحتوى العربي. تهدُف المِنَصَّة إلى تزويد الشباب العُمَاني والعربي بالمهارات اللازمة التي يتطلَّبُها سوق العمل الحالي، ومن أجل مواكبة التحدّيات الاقتصادية المستقبلية التي ستتّجه إلى الابتكار وريادة الأعمال وإقتصاد المعرفة كحل لهذه التَّحدِّيات.
تُقدِّم المنصَّة محتوى مرئي بمدة قصيرة، والهدف منه تقديم خلاصة المعلومة بجودة عالية، وتواجه المنصَّات المُشابهة تحدّيات التعلُّم عبر الإنترنت المتمثّلة بصعوبة التزام المستفيدين باستمرارية التعلم لفترات طويلة، وتقوم هذهِ المنصّة بطرح حل لهذا التحدِّي عبر تقليل المدة الزمنية اللازمة للتعلُّم، وتُقدِّم المحتوى باللغة العربية من أجل التأكُّد من سهولة الفهم والاستيعاب والتفاعل بين مُقدِّمي المحتوى والمستفيدين.
إن نوعية المحتوى لا تعتمد على النظام الأكاديمي، حيث أنّ فلسفة المنصّة هي مشاركة المعرفة للجميع سواءً كانوا أكاديميين أو غير أكاديميين.

## أصل التسمية
معنى كلمة «إدلال» يأتي من الجذر «دلَّ» أو «دَلَلَ»، وفعل (استدل) يعني أنّ شخصاً اتّخذ شيئاً كدليل في السفر؛ وكلمة «إدلال» تعني الدليل أو المُرشِد أو الدليل على الدرب. ويقصد هنا «المُرشد على درب المعرفة».

## تبني مشروع منصِّة إدلال
تتبنى الشركة العمانية للإتصالات (عمانتل)، متمثلة في قسم المسؤولية الاجتماعية، المنصة خلال السنة الأولى لدعم جهود التحول الرقمي في السلطنة.

## وصلات خارجية
- موقع منصة إدلال الرسمي
- حساب منصة إدلال على تويتر
- حساب منصة إدلال على إنستغرام
- صفحة منصة إدلال على لينكدإن
- قناة منصة إدلال على يوتيوب
- قناة منصة إدلال على فيمو
- الموقع الرسمي لشركة بوينت
- الموقع الرسمي لشركة عمانتل
- الموقع الرسمي للصندوق العماني للتكنولوجيا